# トランシーバ (ネットワーク機器)
ネットワーク機器におけるトランシーバ(transceiver)とは、端末や機器をネットワークの有線通信回線に接続し信号送受する機能を持つ小規模なユニットの総称。代表的なものに同軸ケーブルに取り付けるタップトランシーバや、光通信における光トランシーバがある。

## 概要

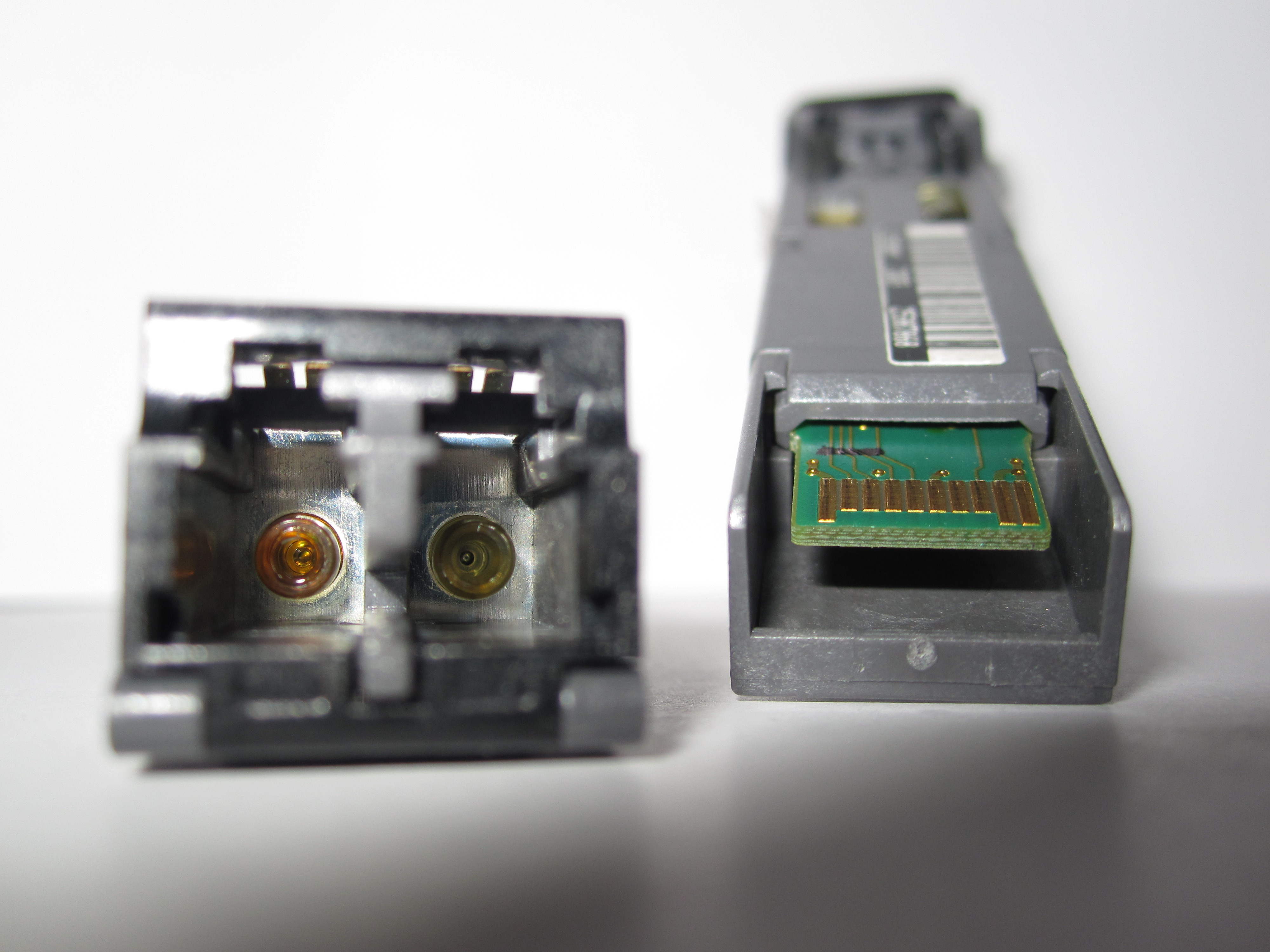
SFPトランシーバの光ファイバポート(左)と基板上バス端子(右)

「トランシーバ」の語は一般に携帯無線機に広く用いられるが、語源はtransmitter (送信機)とreceiver (受信機)のかばん語であるため、無線機以外でも信号の送受機能を持つものはこの名称で呼ばれることがある。電子回路においては双方向で信号を送受する回路ブロックや電子部品を指し、このうちネットワーク機器の回路構成では光ファイバや同軸ケーブルなど物理層の通信媒体に信号を送受するものを指す。特に、このような回路ブロックを物理層信号の送受機能に特化したユニットとして独立させたものを表す総称として用いられる。
光ファイバ接続を主用途とするトランシーバの多くは、稼働中の着脱が可能なモジュールとして実装され、共通の基板上バスインタフェイスを設けている。これによりモジュールを挿し換えることでさまざまな物理層媒体をサポートすることができ、銅線媒体から数百キロメートルの長距離光伝送媒体までを同一のポートでカバーすることができる。光トランシーバの多くはベンダ間合意規格(MSA)としてその仕様が規定されている。なお、光トランシーバと類似の機能を持つものに光トランスポンダやメディアコンバータがあるが、これらは一般に複数のトランシーバや媒体と接続してそれぞれを中継接続する装置を指すことが多い。

## 主要なトランシーバ

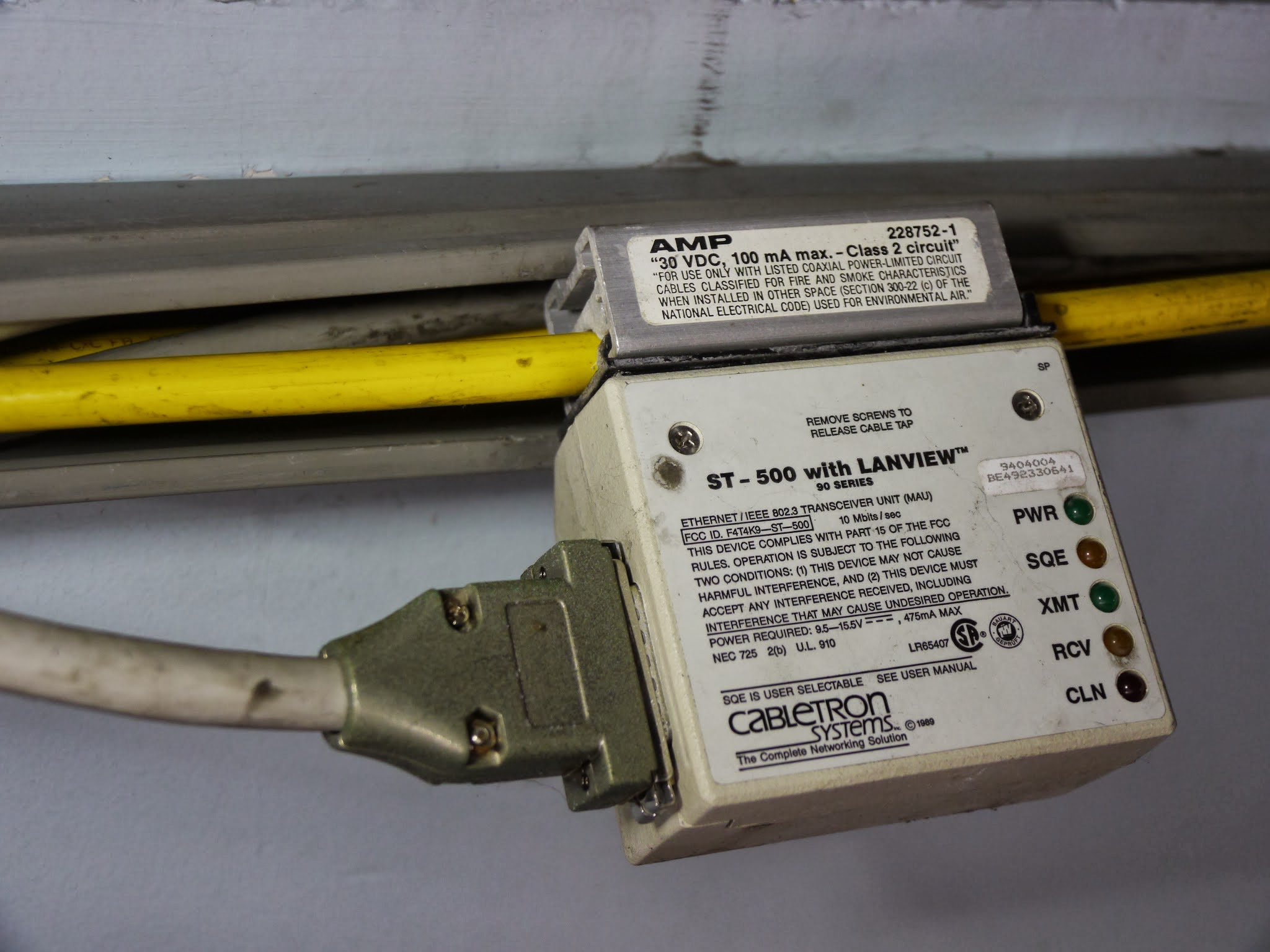
10BASE5 MAU: 同軸ケーブル(上)とAUIケーブル(下)

### MAU
MAU (medium attachment unit)は、初期イーサネットである10BASE5および10BASE2で規定された10Mbps動作のトランシーバ。
10BASE5でのMAUは一般に端子の針を同軸ケーブルの被覆に直接刺して取り付けられ、端末とはAUI (アタッチメントユニットインターフェイス)と呼ばれる15ピンコネクタで接続する。取り付けの様子からタップトランシーバ・バンパイアトランシーバなどとも呼ばれ広く使用された。
MAUは端末からのAUI信号を同軸ケーブル上の信号と相互変換して送受する。また、コリジョン(衝突)やジャバー(長すぎるパケット)などの検出機能も持ち合わせており、これらは端末側MACに通知されてCSMA/CD制御判断に使われる。
10BASE2などの後発規格ではNICとして端末内部に統合され、特にツイストペアケーブル規格が登場した1990年以降はMACを含めたイーサネットコントローラ全体が単一のICチップとして実装されたため、MAUもAUIも実体としては使われなくなった。

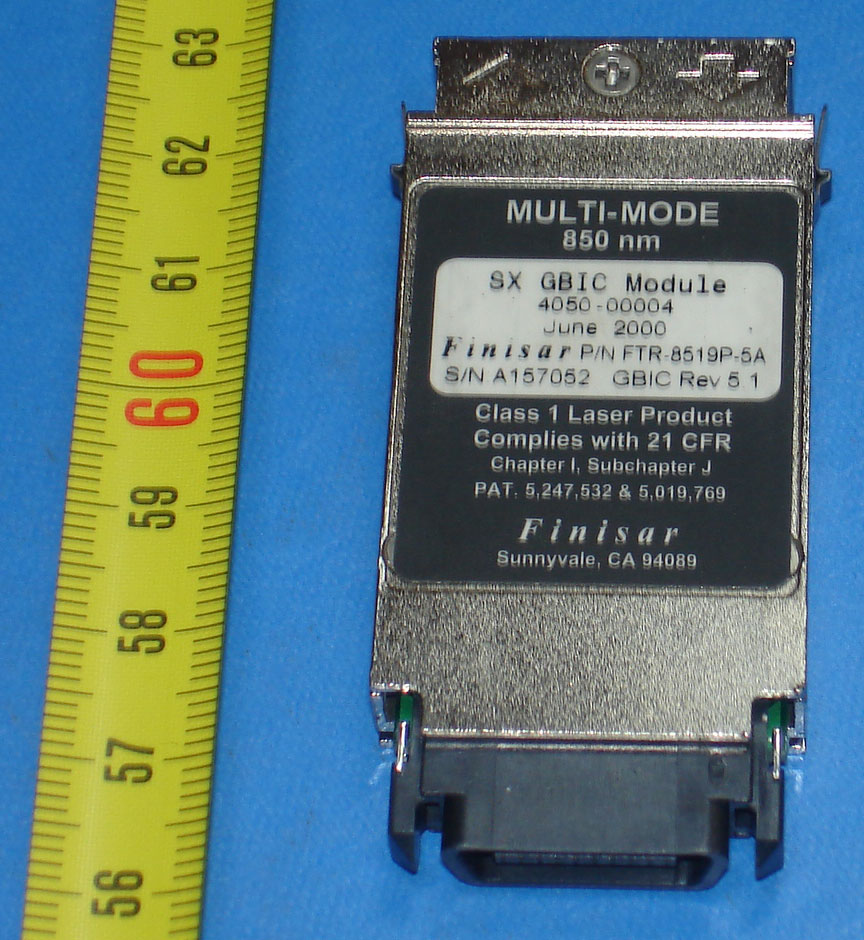
1000BASE-SX GBIC

### GBIC
GBIC (ジービック, gigabit interface converter)は、1Gbps動作のトランシーバを搭載した初期の挿抜モジュール。
主にギガビット・イーサネット(1000BASE-X)やファイバチャネル(100-TW/TP-EL-S)で使用された。基板上バスには8b/10b符号による1.25Gbpsのシリアルバスを用いており、20ピンコネクタで接続される。サイズは65.3 × 30.5 × 10 mm。
1995年11月にスモールフォームファクタ委員会によってINF-8053iとして標準化され、2000年9月まで維持更新された。2001年にさらに小サイズのSFPが登場し、それ以降はGBICの使用は大幅に縮小している。

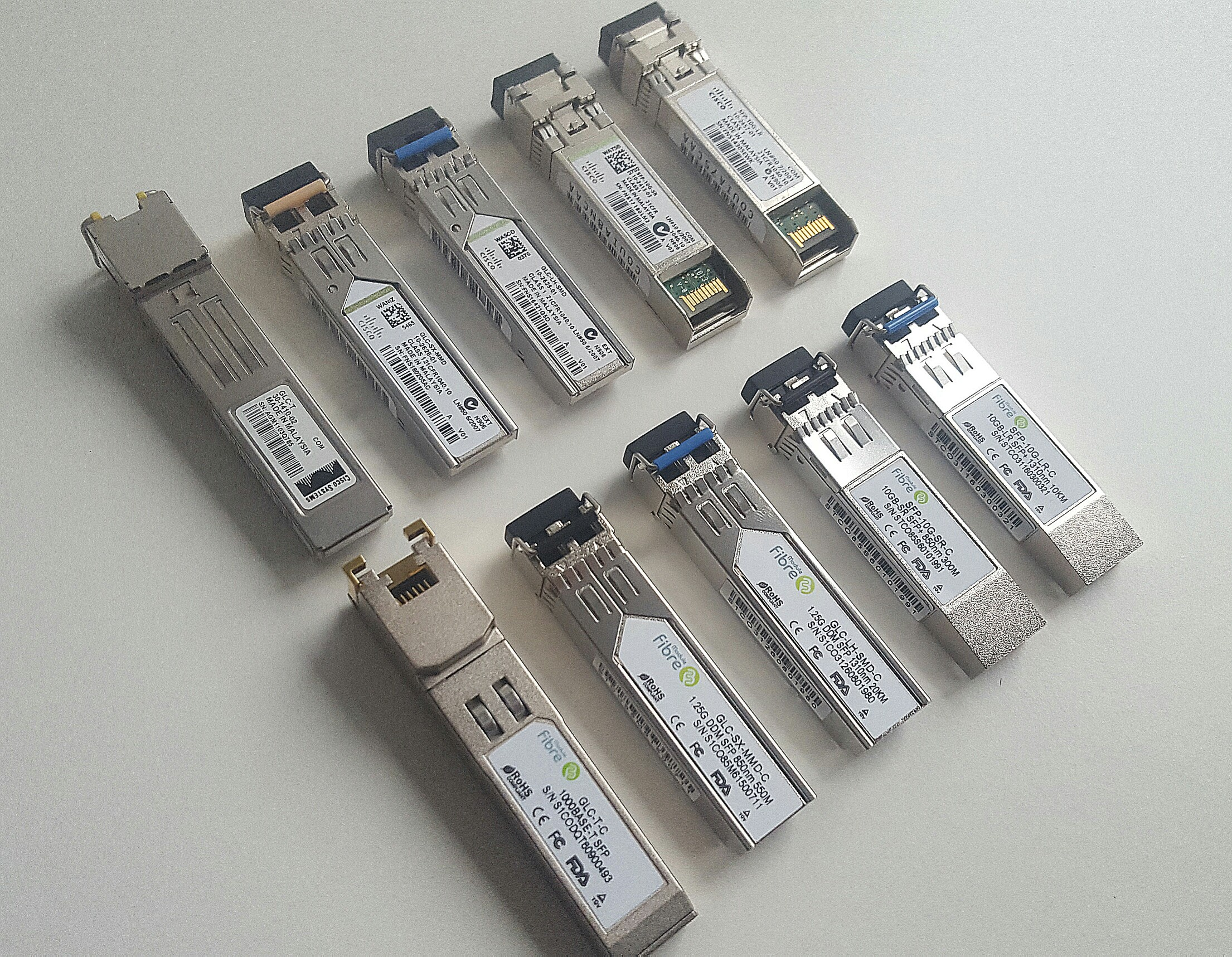
SFPとSFP+

### SFP
SFP (small form-factor pluggable)は、主に光トランシーバを搭載した 56.5 × 13.7 × 8.5 mmサイズの挿抜モジュール。100Mbps〜400Gbpsまで様々な光通信速度のものが規定されており、基板上バスの高速化に伴ってSFP+やSFP28などの派生名のモジュールが登場している。光トランシーバだけでなくLANケーブル(ツイストペアケーブル)が接続できるモジュールも作られている。

### XENPAK
XENPAK (ゼンパック, 10-gigabit Ethernet transceiver package)は、10Gbpsトランシーバを搭載した初期の挿抜モジュール。「X」はローマ数字で10を意味する。
主に10ギガビット・イーサネット規格をサポートしており、光ファイバ規格である10GBASE-SR/LR/ER/ZRと、InfiniBandの銅線ケーブル規格である10GBASE-CX4の実装が提供されている。基板上バスにはXAUIを用いており、70ピンコネクタで接続される。サイズは121 × 38 × 17.4 mm。
開発にあたってはアジレント・テクノロジーとアゲレ・システムズが推進している。予備仕様はMSAとして2001年3月12日に公開、2001年5月7日に改訂され、2002年9月18日にスモールフォームファクタ委員会がINF-8474iとして採択している。
XENPAKは当初多くの機器ベンダがサポートしたが、2010年以降はSFP+の使用が主流となっており、XENPAKポートにSFP+を使用できるアダプタも登場している。公式ウェブサイトは2008年末まで存在していた。

### XPAK
XPAKは、10Gbpsの光トランシーバ。XENPAKとほぼ同等の通信仕様であるが、サイズは 75.69 × 39.62 × 11.84 〜 24.28 mm で小型化されている。
主な用途として、10ギガビット・イーサネット、OC-192/STM-64、OTU2などの10Gbps光通信で広く使われた。
XPAK MSAグループは2002年3月19日に発表され、2002年5月24日にINF-8475として初版仕様を公開した。その後は2003年8月1日の2.3版まで維持更新されている。

### X2
X2は、10Gbpsの光トランシーバ。XENPAKとほぼ同等の通信仕様であるが、サイズは 91 × 36 × 12.00 〜 28.86 mm でやや小さい。
主な用途として、10ギガビット・イーサネット、OC-192/STM-64、OTU2などの10Gbps光通信で広く使われた。
X2MSA.orgは2002年7月22日に発表され、2003年2月13日にINF-8476として初版仕様を公開した。その後は2005年4月7日まで維持更新されている。

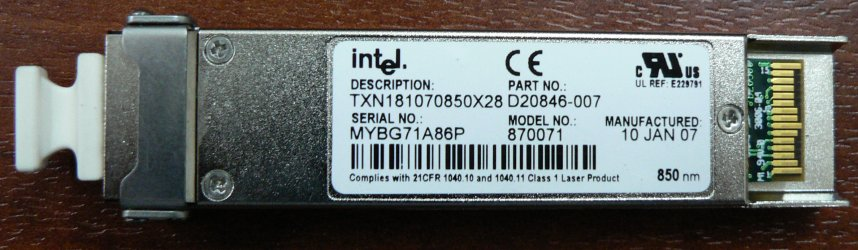
10GBASE-SR XFP

### XFP
XFP (10-gigabit form-factor pluggable)は、10Gbpsの光トランシーバを搭載した挿抜モジュール。サイズは 71.1 × 18.35 × 8.5 mm で、X2やXPAKより小さいが、SFP+よりもやや大きい。
主な用途として、10ギガビット・イーサネット、OC-192/STM-64、OTU2などの10Gbps光通信で広く使われた。基板上バスにはXFI ("ziffy"またはローマ字読みで発音される)を用いており、30ピンコネクタで接続される。XFIでは10.3125 Gbpsのシリアルバスで64b/66b符号を送受する。SERDESを用いることでXFIとXAUI (8b/10b符号による4並列の3.125Gbpsバス)とを相互変換することができる。
仕様はXFP MSAグループが策定し、予備仕様は2002年3月27日に、正式仕様は2002年7月19日に公開され2003年3月3日にINF-8077として採択された。その後は2005年8月31日まで維持更新されている。公式ウェブサイトは2009年まで存在していた。

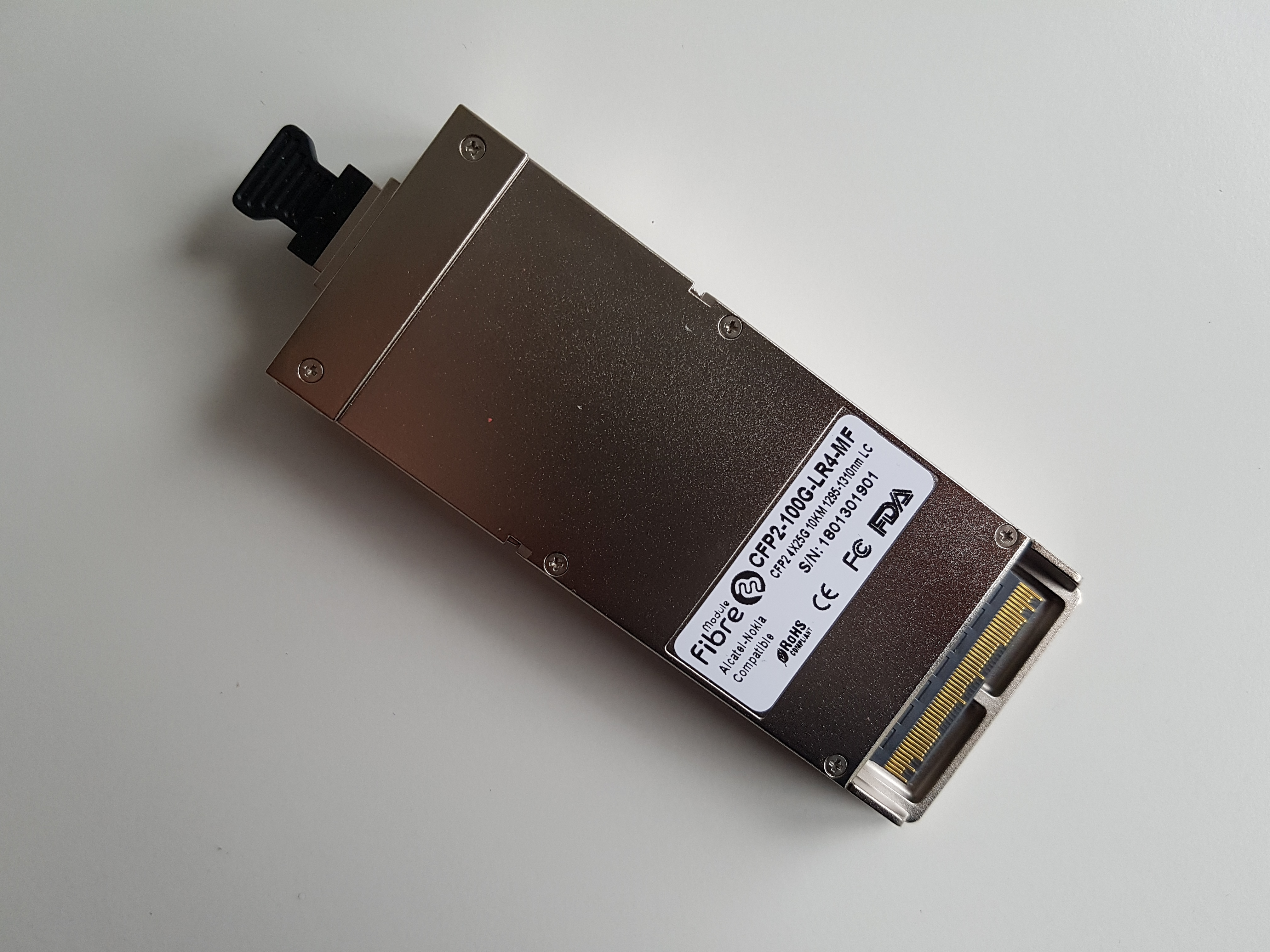
100GBASE-LR4 CFP2

### CFP
CFP (100-gigabit form-factor pluggable)は、100Gbpsの光トランシーバを搭載した挿抜モジュール。「C」はローマ数字で100(centum)を意味する。40G/100Gbps通信の両方に対応しており、100Gbps通信では100GbEやOTU4など、40Gbps通信では40GbE, OTU3, STM-256/OC-768などで用いる。
仕様はCFP MSAによって規定されており、小型化や200G/400Gbpsへの高速化対応に伴って以下のような派生名のモジュールも登場している。
| 名称 | サイズ [mm]         | 基板配線 | DSP内蔵 | 電力 | 基板バス仕様                                         | 光ポート用途                    |
| ---- | ------------------- | -------- | ------- | ---- | ---------------------------------------------------- | ------------------------------- |
| CFP  | 144.8 × 82 × 13.6   | 148ピン  | あり    | 32W  | 10並列×10Gbps                                        | 100GBASE-SR10/LR4/ER4, OTU4     |
| CFP2 | 107.5 × 41.5 × 12.4 | 104ピン  | なし    | 12W  | 10並列×10Gbps 4並列×25Gbps 8並列×25Gbps 8並列×50Gbps | 100GBASE-SR10/LR4/ER4/SR4, OTU4 |
| CFP4 | 92 × 21.5 × 9.5     | 56ピン   | なし    | 6W   | 4並列×25Gbps 4並列×10Gbps                            | 100GBASE-SR4/LR4/ER4, OTU4      |
| CFP8 | 102 × 40 × 9.5      | 124ピン  | なし    | 24W  | 16並列×25Gbps 8並列×50Gbps(=25G PAM4)                | 200GbE/400GbE                   |

なお、OIF (Optical Internetworking Forum)のMSAでは100Gbps長距離伝送のためのデジタルコヒーレント通信に対応した光トランシーバについて仕様策定しており、CFP2-ACO (Analog Coherent Optics)の名称でCFP2のフォームファクタを流用したトランシーバが標準化されている
。この伝送システムでは機器側に搭載したDSPの信号をCFP2-ACOでアナログ処理している。

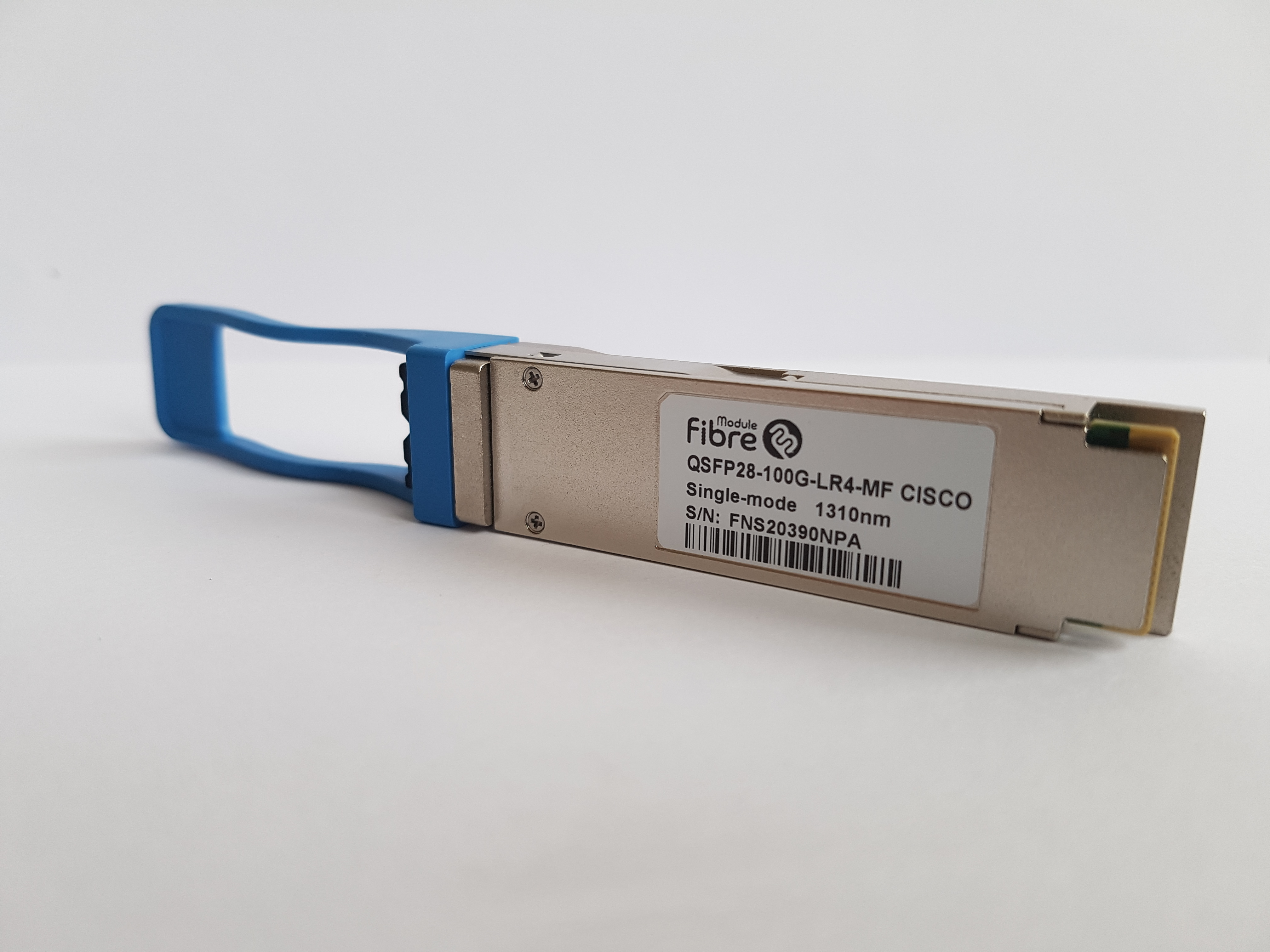
100GBASE-LR4 QSFP28

### QSFP
QSFP (quad small form-factor pluggable)は、光トランシーバを搭載した 58.26 × 18.35 × 8.5 mmサイズの挿抜モジュール。SFPよりやや大きい。4Gbps〜400Gbpsまで様々な伝送速度のものが規定されており、基板上バスの高速化に伴ってQSFP+やQSFP28などの派生名のモジュールが登場している。

### CXP
CXPは、12並列伝送可能な光トランシーバを搭載した挿抜モジュール。「C」は十六進数で12を、「X」は10Gを意味する。主にInfinibandで用い、伝送速度向上に伴い下表の派生モジュールがある。
機構仕様はSFF-8617で規定されており、基板上バスには84ピンコネクタで接続される。挿入部のサイズは 62 × 24.05 × 16.21 mmで、前面に50mm長の挿抜用プルタブが配置されている。
| 名称        | 伝送速度 | 光ポート主用途       |
| ----------- | -------- | -------------------- |
| CXP (CXP10) | 120 Gbps | 12並列QDR-IB、100GbE |
| CXP14       | 168 Gbps | 12並列FDR-IB         |
| CXP28       | 336 Gbps | 12並列EDR-IB         |